# Animal Factory
Animal Factory es una película del año 2000 dirigida por Steve Buscemi. Está basada en la novela The Animal Factory del escritor Edward Bunker, sobre su vida en prisión. Bunker ingresó en la cárcel a los diecisiete años de edad, donde pasó gran parte de su vida. Ambientada en la prisión de San Quentin, la película se filmó en una prisión abandonada cerca de Filadelfia y empleó cientos de prisioneros verdaderos de la correccional Curran-Fromhold Correctional Facility.

## Sinopsis
Ron Decker (Edward Furlong) es un joven enviado a prisión por posesión de drogas. Earl Copen (Willem Dafoe) es un convicto veterano quien protege al joven Decker y lo introduce dentro de su propio bando. Copen, al igual que muchos de los otros prisioneros, estuvieron mucho tiempo tras las rejas, y prefieren llevar su vida dentro de la celda y sus pequeñas sociedades. No solo sabe cómo vivir en prisión, sino también, prosperar en esa pequeña sociedad de criminales.

## Reparto
- Willem Dafoe - Earl Copen
- Edward Furlong - Ron Decker
- Danny Trejo - Vito
- Mark Boone Junior - Paul Adams
- Seymour Cassel - Teniente Seeman
- Mickey Rourke - Jan, la actriz
- Tom Arnold - Buck Rowan
- John Heard - James Decker
- Chris Bauer - Bad Eye
- Rockets Redglare - Big Rand
- Jake La Botz - Jesse
- Mark Engelhardt - T.J.
- Edward Bunker - Buzzard
- Victor Pagan - Psycho Mike
- Ernest Harden Jr. - Richland
- Afemo Omilami - Captain Midnight
- Michael Buscemi - Sr. Herrell
- J.C. Quinn - Ivan McGhee
- Steven Randazzo - Jacob Horvath
- Mark Webber - Tank
- Jonny Spanish - Billy
- Vincent Laresca - Ernie
- Larry Fessenden - Benny
- Steve Buscemi - A.R. Hosspack
- Mark Amitin - Bifocals man
- Sal Mazzotta - Florizzi

## Producción
La película está basada en la novela The Animal Factory, escrita por Edward Bunker, con quien Buscemi trabajó en Reservoir Dogs (1992). Danny Trejo le entregó el guion de Animal Factory a Buscemi mientras filmaban Con Air. La película fue filmada en la Holmesburg Prison en Filadelfia, Pensilvania, durante treinta días, dos días más de lo que estaba estipulado en la agenda. Buscemi empleó cientos de prisioneros de la Curran-Fromhold Correctional Facility, la prisión que reemplazó a la Holmesburg Prison en 1995.

## Recepción
La película recibió críticas positivas en general. Fue muy elogiada en el Festival de Cine de Sundance. Tiene un 83 % de aprobación en Rotten Tomatoes, basándose en 35 reseñas.